# Gestringen
Gestringen ist ein Ortsteil der Stadt Espelkamp in Nordrhein-Westfalen mit ca. 1.800 Einwohnern. Es liegt südlich von Espelkamp Zentrum. Ortsvorsteher ist Max Grote (CDU).
Bis zum 31. Dezember 1972 war Gestringen ein Teil der Gemeinde Alswede im Amt Alswede. Am 1. Januar 1973 wurde die Gemeinde Alswede geteilt, und die Ortschaft Gestringen wurde ein Ortsteil der vergrößerten Stadt Espelkamp.

## Ortsbeschreibung
Im Ort befinden sich ein Imbiss und eine Bäckerei, außerdem hat der Ort eine seit über 60 Jahre bestehende Drogerie (Emmerling). Ein 2016 fertiggestelltes Regenwasserrückhaltebecken nimmt heute die Fläche einer großen ehemaligen Freizeitwiese ein. Die Gaststätte (Gestringer Hof) mit Restaurant wurde nach 35 Betriebsjahren Ende 2022 geschlossen.